# Mwerusee
Der ungefähr 5120 km² große Mwerusee oder Lac Moero liegt im südlichen Ost-Afrika genau auf der Grenze der Demokratischen Republik Kongo zu Sambia.

## Beschreibung
Der See liegt etwa 150 km westlich vom Südende des Tanganjikasees. Seine Hauptzuflüsse sind der Luapula, der von den weiter südöstlich liegenden Bangweulusümpfen kommt, und der Kalungwishi, aus den Mporokosobergen bei Kasama. Sein Abfluss ist der Luvua, der zum Lualaba fließt und damit in den Kongo. Im Süden des Sees liegen die Inseln Kilwa und Isokwe. Der Mwerusee hat eine durchschnittliche Tiefe von 7,5 m, wobei sich die tiefsten Stellen mit 20 und 27 m in seinem Nordosten befinden. In der Regenzeit steigt der Seespiegel um rund 1,7 m.
Der Verlauf der Grenze zwischen Sambia und der Demokratischen Republik Kongo im und am Mwerusee war viele Jahre umstritten und ging als Luapula Province border dispute ins Völkerrecht ein.

## Wirtschaft
Der fischreiche See lag früher im Abseits und zählt bis heute eher zum Wirtschaftsgebiet der Demokratischen Republik Kongo. Aber 1987 wurde in Sambia von Serenje über Samfya und Mansa eine Straße gebaut, die an seinem Ostufer nach Nchelenge und zu anderen Orten führt. Die Bevölkerung rund um den See ist seitdem durch Zuzug aus dem verarmten Copperbelt gewachsen, so dass die Fischerei nicht mehr die alleinige Lebensgrundlage der Menschen sein kann. Der Fischbestand ist dramatisch zurückgegangen.

## Siedlungsraum
Die Seeufer sind dicht besiedelt. Wo Zuflüsse größere Auen bilden, verdichten sich die Siedlungen zu Orten wie Nchelenge an den Luapulaauen, Kafulwe Mission und Munuga an den Kalungwishiauen, Chiengi an verlandenden Seeauen. Das Ufer auf kongolesischer Seite ist im Nordwesten gebirgig und dünner besiedelt. Der Luvua, hier 200 m breit, ist von seinem Ausfluss über Kilometer hinweg ein reißender Strom mit enormem Gefälle. Die hier nutzbare Wasserkraft könnte Elektrizität nicht nur für Katanga, sondern auch den Norden Sambias erzeugen. Nur die Stadt Pweto liegt am Rande einer Ebene und macht eine Ausnahme. Nach Süden werden auch hier die Siedlungen immer dichter und bilden mit Loanza und Kilwa Städte. Von diesen hat keine einzige Asphaltstraßen. Die Privathäuser sind mit Gras bedeckt. Eine Besonderheit ist eine nennenswerte Gruppe chinesischer Fischer auf sambischer Seite.